# Великі Фільварки (місцевість)
Фільварки Великі — давнє підміське село (передмістя) Бродів.

## Історія
Згадується в документах від початку XVII століття. Назва походить від фільварків — господарств місцевих мешканців. Додатки Великі вказували на розмір самих передмість. В минулому Фільварки творили окремі громади із своїми органами управління. Великі Фільварки — східна частина міста, мають власний храм церкву Пресвятої Трійці.
Розпорядженням міністра внутрішніх справ Польщі від 14 жовтня 1933 року сільські ґміни Старі Броди, Фільварки Великі, Фільварки Малі та Смільне Бродського повіту було включено до складу міської ґміни Броди.
18 липня 1946 року Указом Президії Верховної Ради Української РСР «Про збереження історичних найменувань та уточнення і впорядкування існуючих назв сільських Рад і населених пунктів Львівської області» підміське село Фільварки Великі було перейменовано на Підгороднє, а Фільварко-Великівську сільську Раду — на Підгородненську. Підгородненська сільська рада була ліквідована Указом Президії Верховної Ради Української РСР від 27 червня 1969 року, а село Підгороднє приєднано до міста Броди. Про колишні назви цього села нагадують назви вулиць — Великі Фільварки та Підгородня.